# Magadania
Magadania es un género de peces de la familia Zoarcidae en el orden de los Perciformes.

## Especies
- - Magadania skopetsi   Shinohara, Nazarkin & Chereshnev, 2004